# Jung Jae-sung
Jung Jae-sung (n. 25 august 1982, Jeonju⁠(d), Coreea de Sud – d. 9 martie 2018, Hwaseong, Coreea de Sud) a fost un jucător de badminton ce a reprezentat Coreea de Sud, medaliat olimpic. A participat la 2 ediții ale Jocurilor Olimpice (2008, 2012) în care a câștigat o medalie de bronz.